# Мортань-о-Перш (кантон)
Мортань-о-Перш (фр. Mortagne-au-Perche) — кантон во Франции, находится в регионе Нормандия, департамент Орн. Входит в состав округа Мортань-о-Перш.

## История
До 2015 года в состав кантона входили коммуны Вилье-су-Мортань, Комбло, Корбон, Куржон, Ла-Шапель-Монтлижон, Луазай, Мов-сюр-Юин, Мортань-о-Перш, Ревейон, Сен-Дени-сюр-Юэн, Сен-Ланжис-ле-Мортань, Сен-Мар-де-Рено, Сент-Илер-де-Шатель и Фэн.
В результате реформы 2015 года состав кантона был изменен. В него вошли отдельные коммуны упраздненных кантонов Базош-сюр-Оэн, Мулен-ла-Марш и Перваншер.

## Состав кантона с 22 марта 2015 года
В состав кантона входят коммуны (население по данным Национального института статистики за 2018 г.):
- Базош-сюр-Оэн (850 чел.)
- Белавилье (134 чел.)
- Боэсе (123 чел.)
- Вилье-су-Мортань (282 чел.)
- Комбло (63 чел.)
- Корбон (130 чел.)
- Кулиме (290 чел.)
- Куржон (369 чел.)
- Куржу (456 чел.)
- Ла-Меньер (285 чел.)
- Ла-Шапель-Монтлижон (518 чел.)
- Ле-Пен-ла-Гарен (645 чел.)
- Луазай (126 чел.)
- Мов-сюр-Юин (539 чел.)
- Монгодри (79 чел.)
- Мортань-о-Перш (3 801 чел.)
- Парфондаль (109 чел.)
- Перваншер (340 чел.)
- Ревейон (373 чел.)
- Сен-Дени-сюр-Юэн (57 чел.)
- Сен-Жермен-де-Мартиньи (78 чел.)
- Сен-Жуен-де-Блаву (281 чел.)
- Сен-Ланжис-ле-Мортань (900 чел.)
- Сен-Мар-де-Рено (420 чел.)
- Сен-Мартен-де-Пезери (142 чел.)
- Сент-Акилен-де-Корбьон (63 чел.)
- Сент-Илер-де-Шатель (639 чел.)
- Сент-Обен-де-Куртере (132 чел.)
- Сент-Серон-ле-Мортань (245 чел.)
- Сент-Уан-де-Сешерувр (176 чел.)
- Солиньи-ла-Трап (671 чел.)
- Фэн (189 чел.)
- Шампо-сюр-Сарт (165 чел.)

## Политика
На президентских выборах 2022 г. жители кантона отдали в 1-м туре Эмманюэлю Макрону 30,8 % голосов против 26,0 % у Марин Ле Пен и 12,8 % у Жана-Люка Меланшона; во 2-м туре в кантоне победил Макрон, получивший 55,0 % голосов. (2017 год. 1 тур: Франсуа Фийон – 31,9 %, Марин Ле Пен – 23,4 %, Эмманюэль Макрон – 19,3 %, Жан-Люк Меланшон – 11,9 %; 2 тур: Макрон – 60,2 %. 2012 год. 1 тур: Николя Саркози — 34,3 %, Марин Ле Пен — 21,9 %, Франсуа Олланд — 20,3 % ; 2 тур: Саркози — 60,0 %).
С 2021 года кантон в Совете департамента Орн представляют мэр города Мортань-о-Перш Виржини Вальтье (Virginie Valtier) (Разные правые) и мэр коммуны Комбло Ксавье Гут (Xavier Goutte) (Республиканцы).
|                | Кандидаты                            | Партия                   | Первый тур | Первый тур     | Второй тур | Второй тур |
| Кол-во голосов | Кандидаты                            | Партия                   | % голосов  | Кол-во голосов | % голосов  |            |
| -------------- | ------------------------------------ | ------------------------ | ---------- | -------------- | ---------- | ---------- |
|                | Виржини Вальтье Ксавье Гут           | Правый блок              | 2 190      | 61,90          | 2 348      | 73,17      |
|                | Мишель Лепуавр Гаэль Ловарье         | Национальное объединение | 914        | 25,83          | 861        | 26,83      |
|                | Кристиана Денималь Себастьен Ледентю | Коммунистическая партия  | 434        | 12,27          |            |            |

|                | Кандидаты                      | Партия             | Первый тур | Первый тур     | Второй тур | Второй тур |
| Кол-во голосов | Кандидаты                      | Партия             | % голосов  | Кол-во голосов | % голосов  |            |
| -------------- | ------------------------------ | ------------------ | ---------- | -------------- | ---------- | ---------- |
|                | Мари-Кристин Бенар Жан Лами    | Разные правые      | 2 121      | 41,00          | 2 413      | 45,28      |
|                | Мари-Лор Лаллуэ Раймон Эрбрето | Национальный фронт | 1 517      | 29,33          | 1 529      | 28,69      |
|                | Анн-Мари Герен Бернар Мильсан  | Разные правые      | 1 535      | 29,67          | 1 387      | 26,03      |